# Тромбетас
Тромбетас (порт. Río Trombetas) — река в бразильском штате Пара, левый приток Амазонки.
Длина реки составляет около 760 км. Образуется слиянием реки Пуана и реки Анаму. Течёт с северо-запада на юго-восток. Имеет ряд крупных притоков.
Питание дождевое. Период высокой воды длится с октября до апреля — мая.